# レス・ザン・ジェイク
レス・ザン・ジェイク（Less Than Jake）は、1992年にアメリカのフロリダ州ゲインズビルで結成されたスカコア・バンド。

## 略歴
- 1992年にクリス・ディメイクス (ボーカル、ギター) とヴィニー・フィオリロ (ドラム) が中心になり結成される。

- 1995年、アルバム『ペッツコア』でデビュー。
  - シングル・EPのコンピレーション『ルーザーズ、キングス&シングス・ウィ・ドント・アンダースタンド』をリリース。

- 1996年、セカンド・アルバム『ルージング・ストリーク』でキャピトル・レコードからメジャーデビュー。

- 1998年、ミニ・ライブ・アルバム『ライヴ・フロム・ウラノス』をリリース。
  - サード・アルバム『ハロー・ロックヴュー』をリリース。

- 1999年、アルバム『ザ・ペッツ・コレクション』をリリース。

- 2000年、アルバム『ボーダーズ&バウンダリーズ』をリリース。
  - ボン・ジョヴィのオープニング・アクトとしてツアーをサポート。

- 2002年、コンピレーション・アルバム『グッバイ・ブルー&ホワイト』をリリース。

- 2003年、アルバム『アンセム』をリリース。

- 2006年、プロデューサーにハワード・ベンソン（マイ・ケミカル・ロマンス、セイオシン etc…）を迎えて作成されたアルバム『イン・ウィズ・ザ・アウト・クラウド』をリリース。

- 2008年、アルバム『GNV FLA』をリリース。

- 2009年、パンクスプリング'09に出場。

## メンバー

### 現在のメンバー
- クリス・ディメイクス (Chris DeMakes) – ギター、ボーカル (1992年– )
- ロジャー・リマ (Roger Lima) – ベース、ボーカル (1993年– )、 スタジオ・ギター (1998年、2005年–2010年、2012年)
- バディ・"ゴールドフィンガー"・スコーブ (Buddy "Goldfinger" Schaub) – トロンボーン、バック・ボーカル (1993年– )
- ピーター・"JR"・ワジレウスキー (Peter "JR" Wasilewski) – サクソフォーン、バック・ボーカル (2000年– )、ボーカル (2005年– )
- マット・ヨンカー (Matt Yonker) – ドラム (2018年– )

### 旧メンバー
- ヴィニー・フィオリロ (Vinnie Fiorello) – ドラム (1992年–2018年)
- ショーン・グリーフ (Shaun Grief) – ベース (1992年)
- ジェシカ・ミルズ (Jessica Mills) – サクソフォーン (1993年–1998)
- デロン・ナッファー (Derron Nuhfer) – サクソフォーン (1995年–2000年)
- ラーズ・"スリム"・ナイランダー (Lars "Slim" Nylander) – トロンボーン (1998年)
- ピーター・"ピート"・アンナ (Peter "Pete" Anna) – トロンボーン (1998年–2001年)

## ディスコグラフィ

### スタジオ・アルバム
- 『ペッツコア』 - Pezcore (1995年、Dill)
- 『ルージング・ストリーク』 - Losing Streak (1996年、Capitol)
- 『ハロー・ロックヴュー』 - Hello Rockview (1998年、Capitol)
- 『ボーダーズ&バウンダリーズ』 - Borders & Boundaries (2000年、Fat Wreck Chords)
- 『アンセム』 - Anthem (2003年、Sire)
- 『イン・ウィズ・ザ・アウト・クラウド』 - In with the Out Crowd (2006年、Sire)
- 『GNV FLA』 - GNV FLA (2008年、Sleep It Off/Cooking Vinyl)
- See the Light (2013年、Fat Wreck Chords)
- 『SILVER LININGS』 - Silver Linings (2020年、Pure Noise)

### ライブ・アルバム
- Bootleg a Bootleg, You Cut Out the Middleman (1999年、Fueled by Ramen)
- 『ライヴ・フロム・ウラノス』 - Live from Uranus (1999年、Capitol)
- Live at the Apple Store (2003年)
- Losing Streak: Live (2011年、Sleep It Off)
- Hello Rockview: Live (2011年、Sleep It Off)
- Live from Astoria (2016年、Rude)

### EP
- Making Fun of Things You Don't Understand (1995年、Far Out)
- Greased (1997年、No Idea)
- Pesto (1993年、Very Small)
- B Is for B-sides (Remixed) (2005年、Fueled by Ramen)
- Absolution for Idiots and Addicts (2007年、Fueled by Ramen)
- TV/EP (2010年、Sleep It Off)
- Greetings from Less Than Jake (2011年)
- Seasons Greetings from Less Than Jake (2012年)
- Sound the Alarm (2017年)

### コンピレーション・アルバム
- 『ルーザーズ、キングス&シングス・ウィ・ドント・アンダースタンド』 - Losers, Kings, and Things We Don't Understand (1996年、No Idea)
- 『ザ・ペッツ・コレクション』 - The Pez Collection (1999年、Moon Ska UK)
- 『グッバイ・ブルー&ホワイト』 - Goodbye Blue and White (2002年、Fueled by Ramen)
- 『b is for b-sides』 - B Is for B-sides (2004年、Sire)
- 『Greetings And Salutations』 - Greetings & Salutations from Less Than Jake (2012年、Fat Wreck Chords)